# Azrou (Maroc)
Pour les articles homonymes, voir Azrou.
Azrou  (en amazighe: ⴰⵥⵔⵓ Aẓṛu, en arabe: أزرو) est une ville marocaine située à 18 km au sud-ouest de ifrane. Azrou est notamment connu pour ses paysages en période d’hiver, au même titre que ifrane, mais surtout grâce à ses singes macaques de Barbarie, une espèce en voie de disparition, qui vit dans la forêt d’Azrou.

## Toponymie et étymologie
Azrou est un nom géomorphologique d'origine berbère traduisant la forme du relief. En effet, la ville doit son nom à un gros piton rocheux présent dans la ville (aẓru, en berbère signifie pierre, roche ou rocher) situé au centre de la ville.

## Géographie
La ville d'Azrou (83 000 habitants environ) est une municipalité marocaine relevant de la province d'Ifrane, située dans un carrefour routier stratégique reliant le Moyen Atlas et le Haut Atlas par Midelt en passant par Timahdit et la plaine de Tadla par Khénifra.
Azrou est une ville d'altitude (1 330 m) bordée de montagnes plantées de chênes verts et de cèdres, qui lui confèrent un charme particulier. Outre sa riche  biodiversité symbolisée par une fameuse cédraie, les macaques de barbarie dits « Magots » (Macaca sylvanus), et les merveilleux papillons uniques dans le monde, les alentours font d'Azrou un pôle d'attraction estival privilégié des citadins, des randonneurs et des pique-niqueurs des grandes villes voisines. La qualité urbaine d'Azrou porte le cachet du style européen (toits en tuile rouge).
Région connue pour ses cèdres, ses cerisiers, ses pommiers, sa pisciculture, son Cèdre Gouraud et ses singes, ainsi que le sanatorium désaffecté de l'agglomération avoisinante de Bensmim.

## Climat
Selon la classification de Köppen, Azrou est sous l'influence du climat continental, (codé Dsa) : climat continental (D), avec un été sec (s) et chaud (a). L'été est chaud car la température moyenne du mois le plus chaud est supérieure ou égale à 22 °C (juillet avec 22,4 °C). Avec un été légèrement plus frais (moyenne inférieure à 22 °C pour le mois le plus chaud), Azrou aurait fait partie du code « Dsb ». La lettre « b » aurait souligné la présence d'un été plus tempéré, comme à Ifrane par exemple. L'hiver est assez froid avec une température moyenne de 3,3 °C pour le mois le plus froid et des températures inférieures à −5 °C, voire −10 °C pour les moyennes minimales. Ainsi, les gelées sont fréquentes la nuit et la neige est modérée.
| Mois                              | jan. | fév. | mars | avril | mai  | juin | jui. | août | sep. | oct. | nov. | déc. | année |
| --------------------------------- | ---- | ---- | ---- | ----- | ---- | ---- | ---- | ---- | ---- | ---- | ---- | ---- | ----- |
| Température minimale moyenne (°C) | −1,4 | −0,5 | 2    | 4,5   | 8    | 12,1 | 15,7 | 15,8 | 12,3 | 8,7  | 3,1  | 0,4  | 6,7   |
| Température moyenne (°C)          | 3,3  | 4,3  | 7,3  | 10    | 13,7 | 18,5 | 22,4 | 22,2 | 17,7 | 13,5 | 7,5  | 4,9  | 12,1  |
| Température maximale moyenne (°C) | 9,3  | 10,3 | 13,5 | 16,1  | 20,1 | 25,3 | 29,5 | 29,3 | 24,2 | 19,5 | 13   | 10,8 | 18,4  |
| Précipitations (mm)               | 70   | 68   | 78   | 77    | 64   | 30   | 20   | 24   | 39   | 53   | 74   | 67   | 664   |

## Histoire

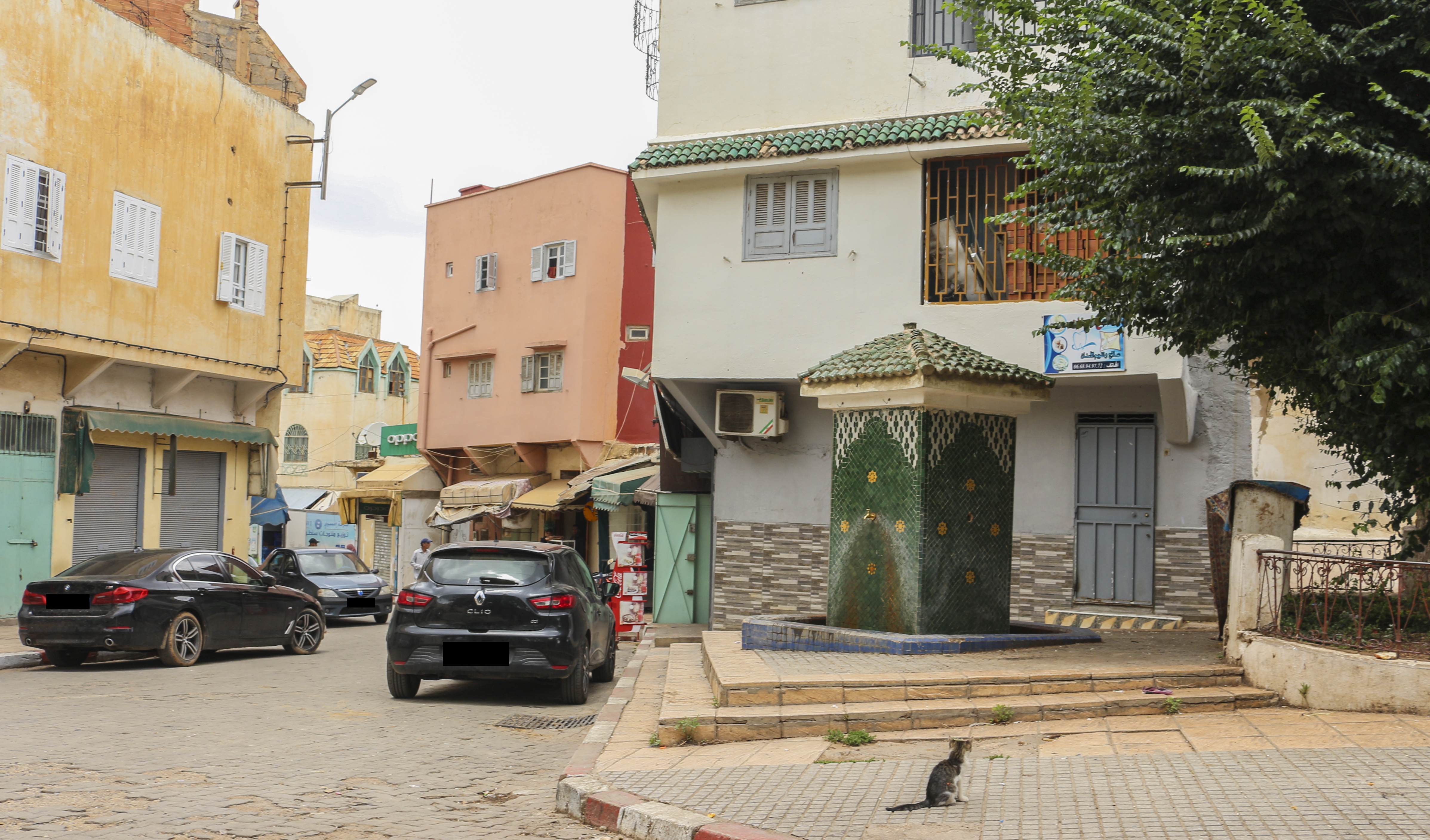
Point d'eau public dans la ville d'Azrou

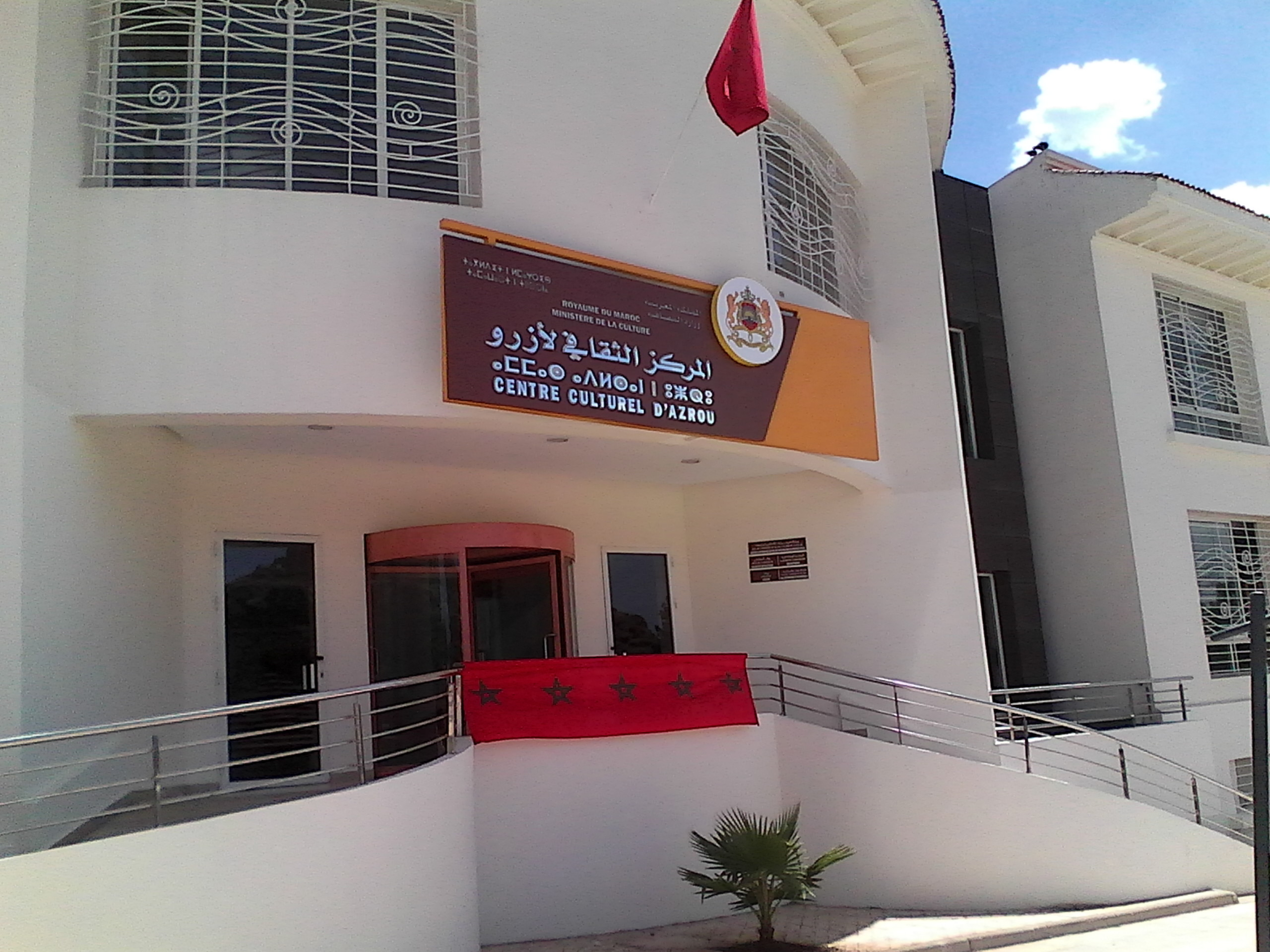
Centre culturel d'Azrou

Le nom de la ville d'Azrou tire son nom du mot berbère Aẓru, qui signifie pierre, roche ou rocher. Azrou est surtout connue pour avoir abrité le premier collège berbère de la région, le collège berbère d'Azrou (actuellement lycée Tarik Ibn Ziad), qui fut construit par les autorités coloniales françaises dans le but de former des agents marocains pour l'administration coloniale. Il était l'un des instruments de l'application du dahir berbère, par lequel le roi du Maroc laissait les Berbères régler leurs problèmes de justice selon leurs coutumes, sans avoir recours à d'autres justices (coloniale ou « makhzen»). 

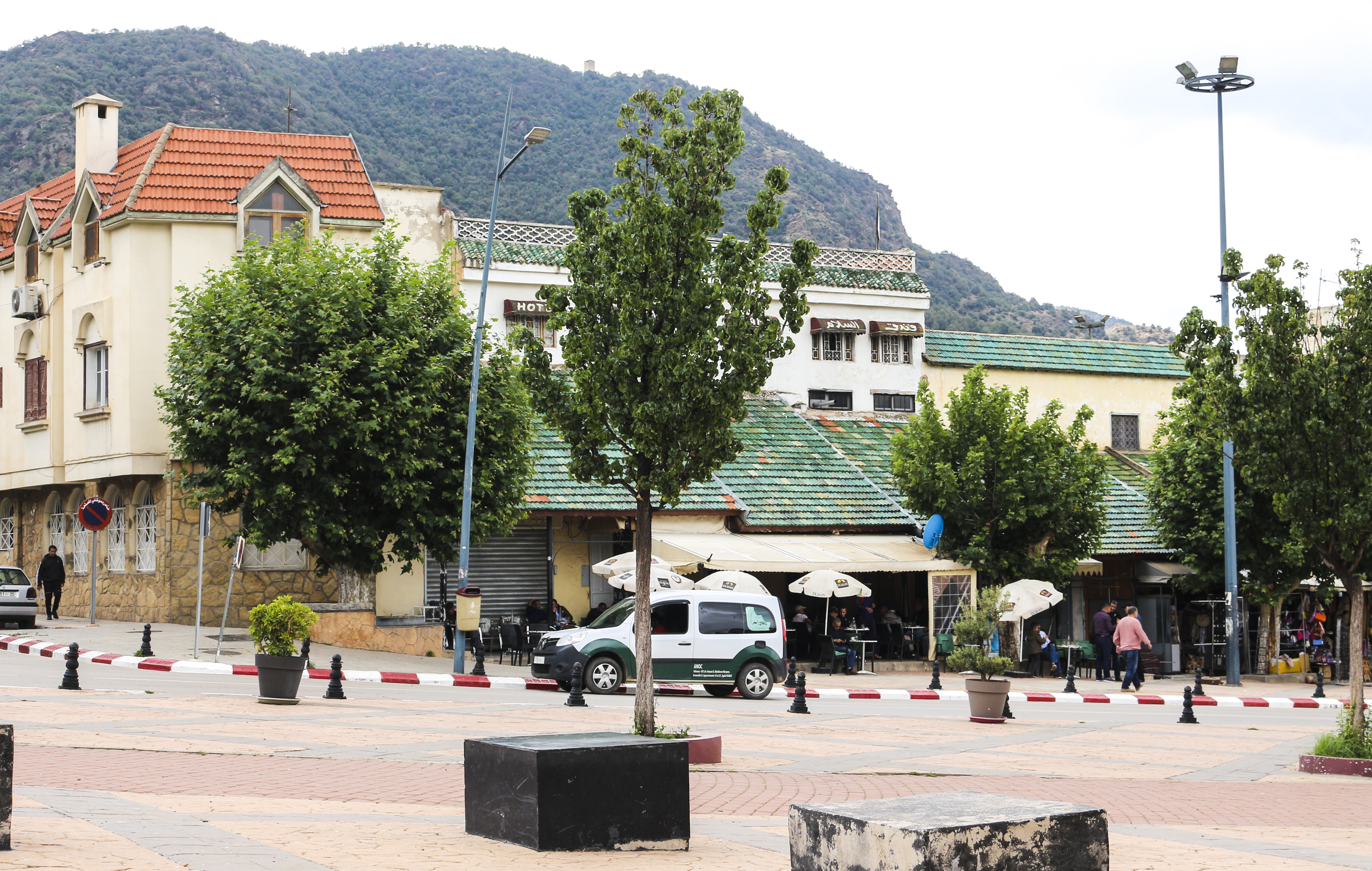
Rue principale de la ville d'Azrou

La ville fut longtemps négligée par les autorités marocaines depuis l'Indépendance en 1956 au détriment de la ville voisine d'Ifrane pour des raisons politiques. Bien qu'étant la vraie capitale du Moyen Atlas et qu' ayant donné au Maroc un bon nombre de dirigeants et d'intellectuels, la ville n'a toujours pas officiellement le rang de capitale provinciale bien qu'elle le soit dans les faits et légitimement.  Les arabophones de Fès, Rabat et Salé s'en sont inquiétés, craignant de perdre le contrôle sur la campagne peuplée en majorité de Berbères, ainsi qu'une compromission de l'application de la Charia (loi musulmane)[réf. nécessaire].Le parti de l'Istiqlal, dont les dirigeants sont issus de cette bourgeoisie arabe, a exploité cette tension religieuse et politique en vue de promouvoir le nationalisme marocain[réf. nécessaire]. Le Collège devint un établissement d'enseignement de référence dans la région, formant une partie des élites politiques et militaires de 1956 à 1973. Après l'indépendance, le collège d'Azrou fut renommé en Lycée Tarik Ibn Ziad.
De nos jours, la ville se transforme en une destination touristique. La preuve en est le nombre de touristes qui visitent la ville[réf. nécessaire], un nombre de plus en plus grand. La ville compte quatre ou cinq hôtels ainsi que plusieurs auberges dans les environs de la ville.
Depuis juillet[Quand ?], le Centre culturel d'Azrou a ouvert ses portes pour enrichir l'activité culturelle.

## Photos

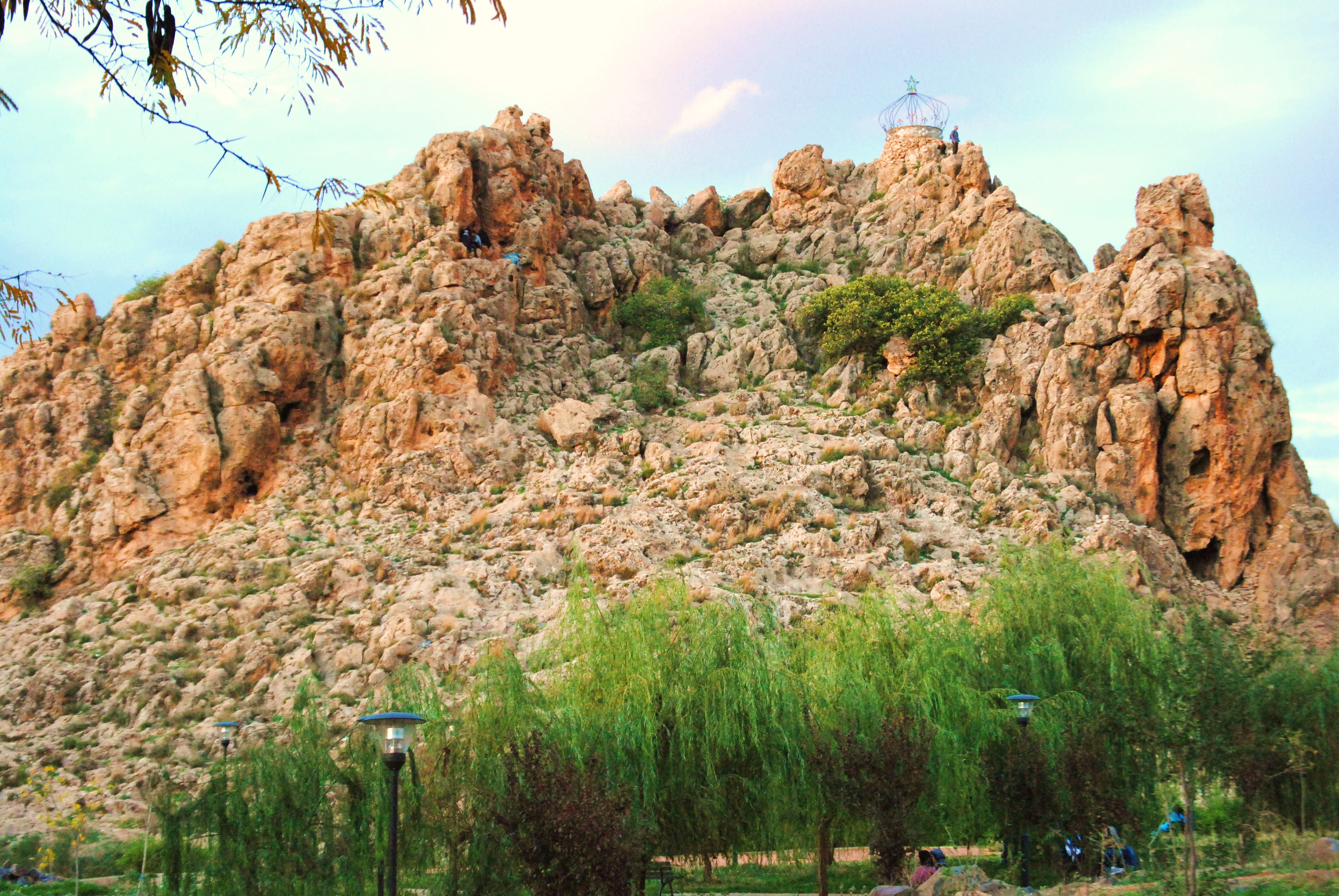
Le rocher d'Azrou
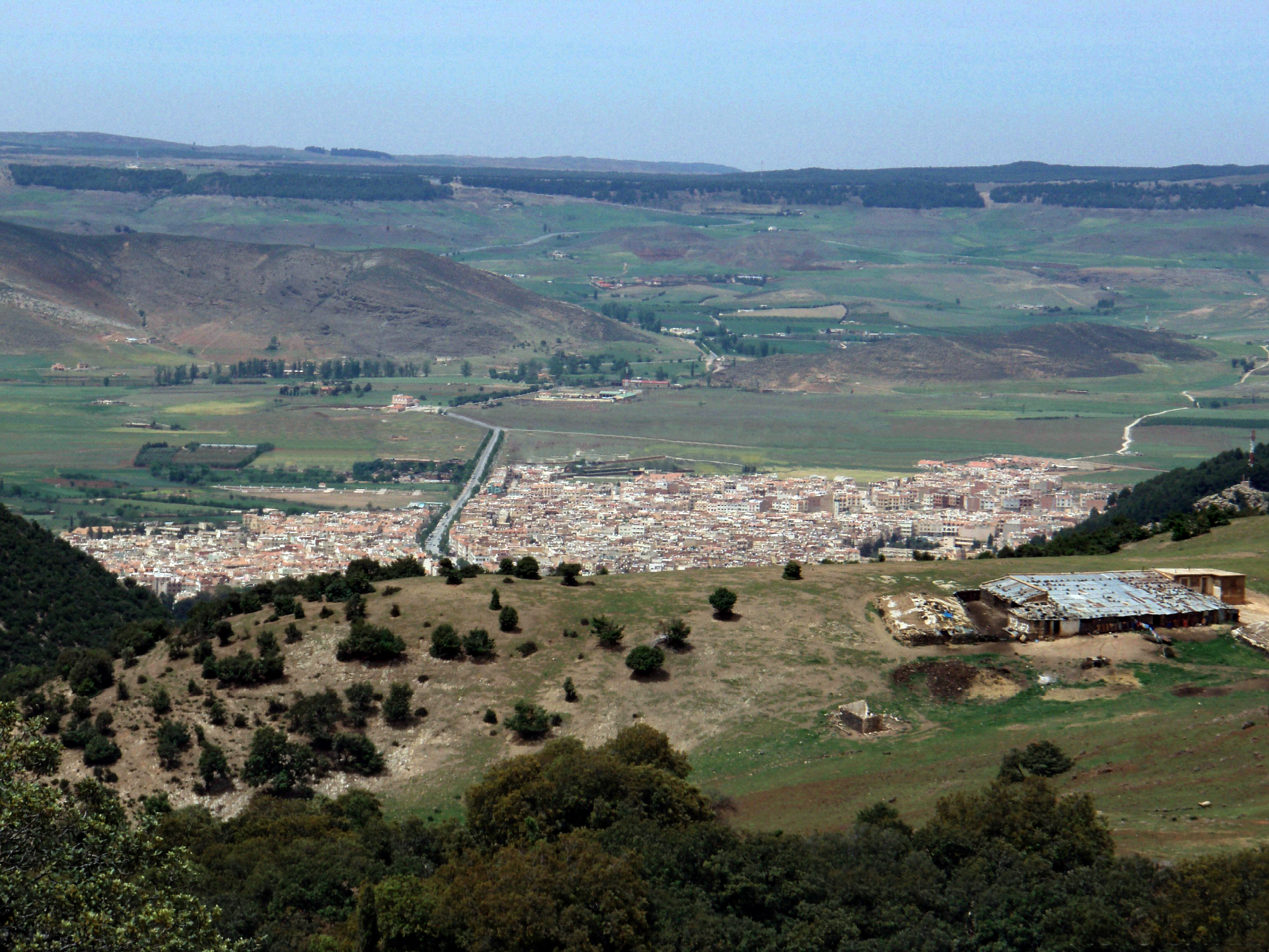
La ville d'Azrou
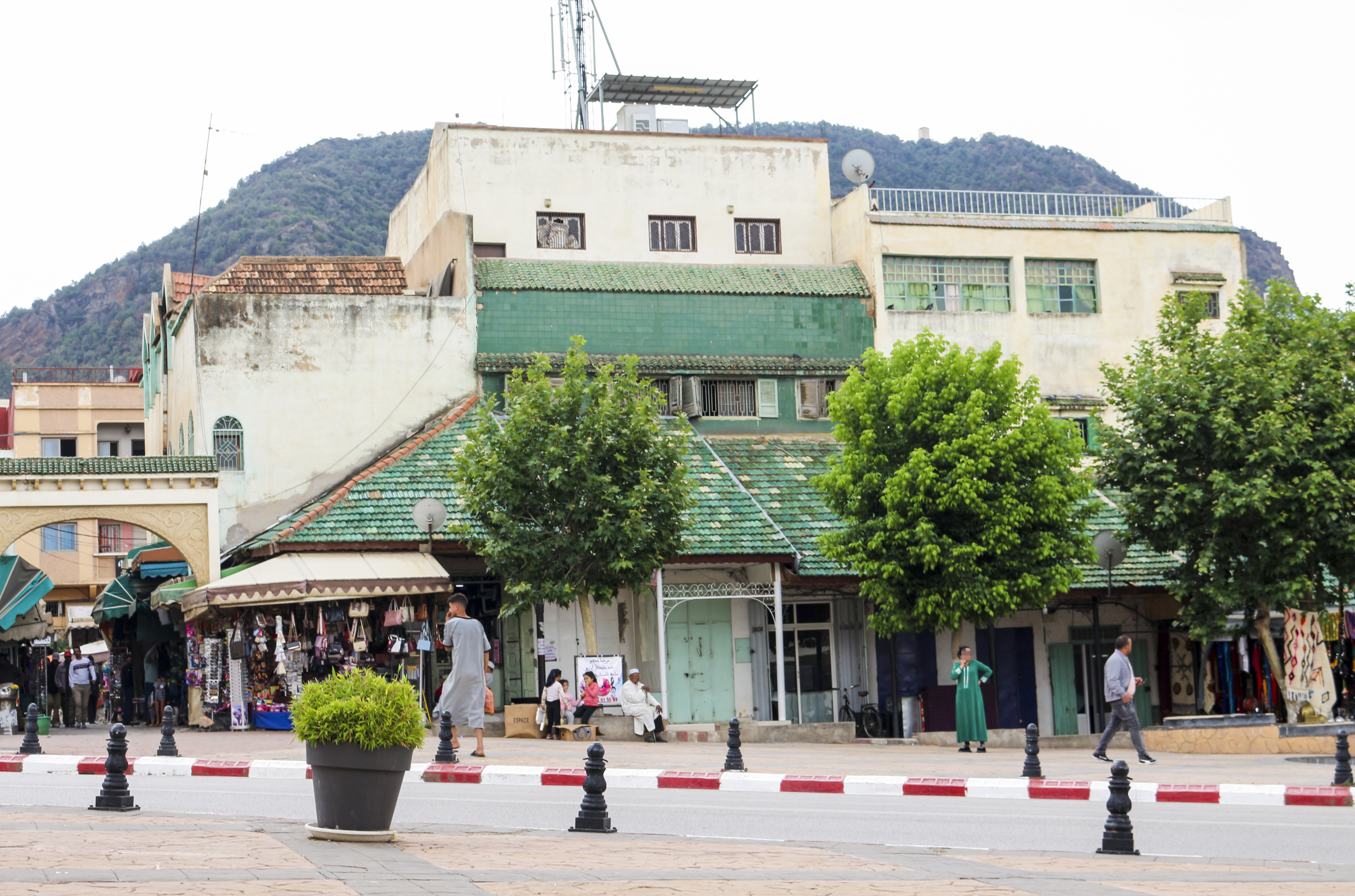
Centre-ville d'Azrou
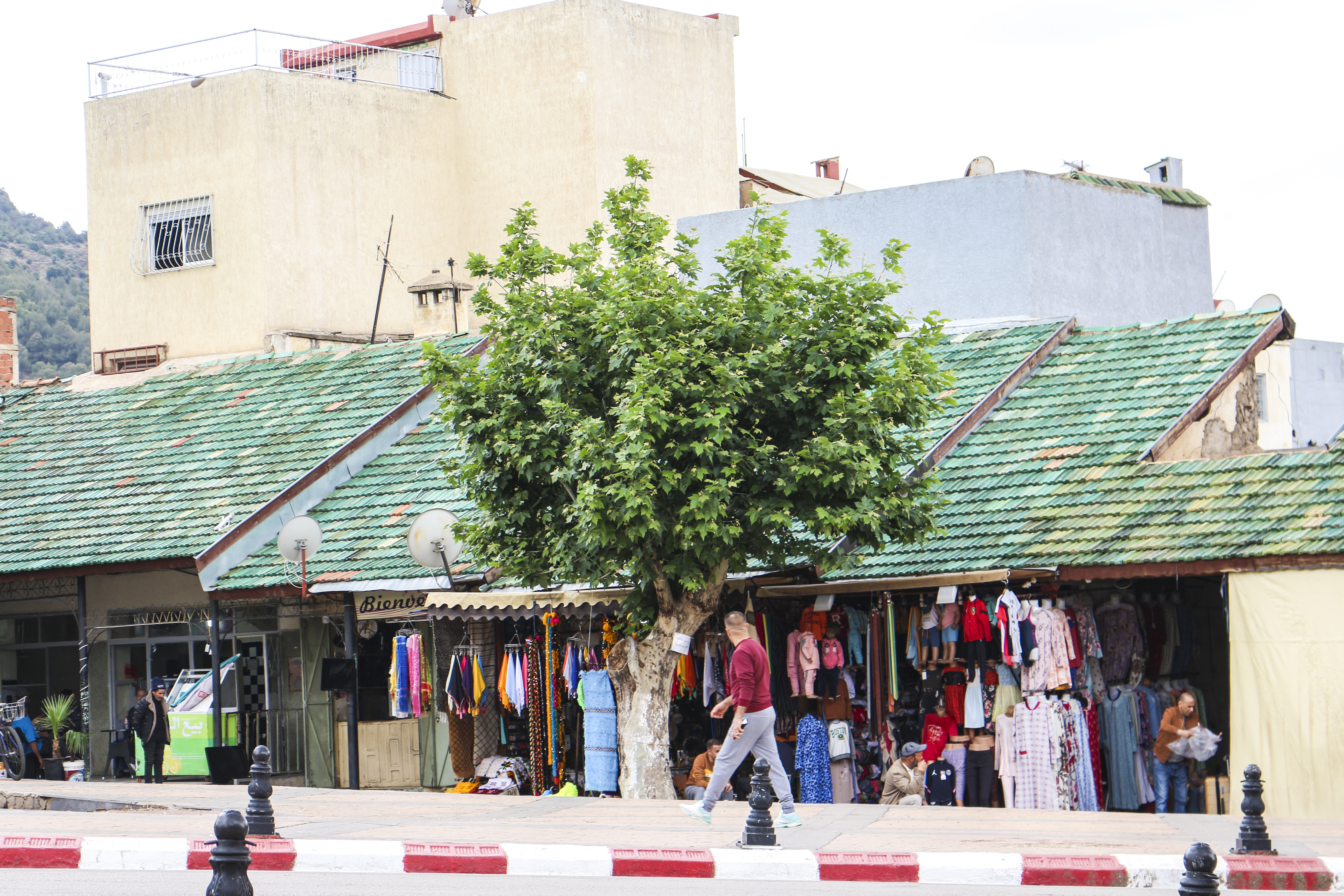
Centre-ville d'Azrou
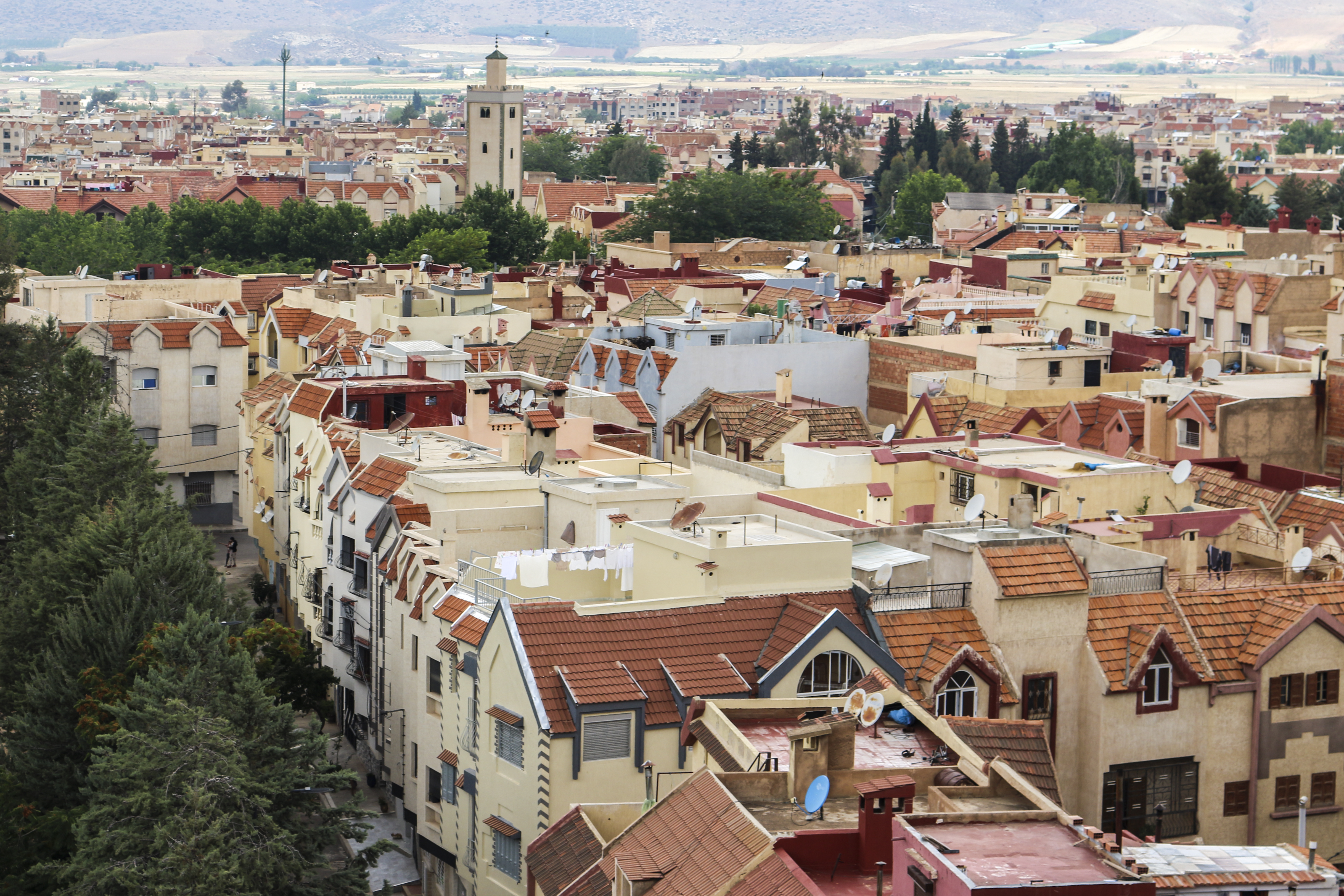
Quartier Asaada à Azrou
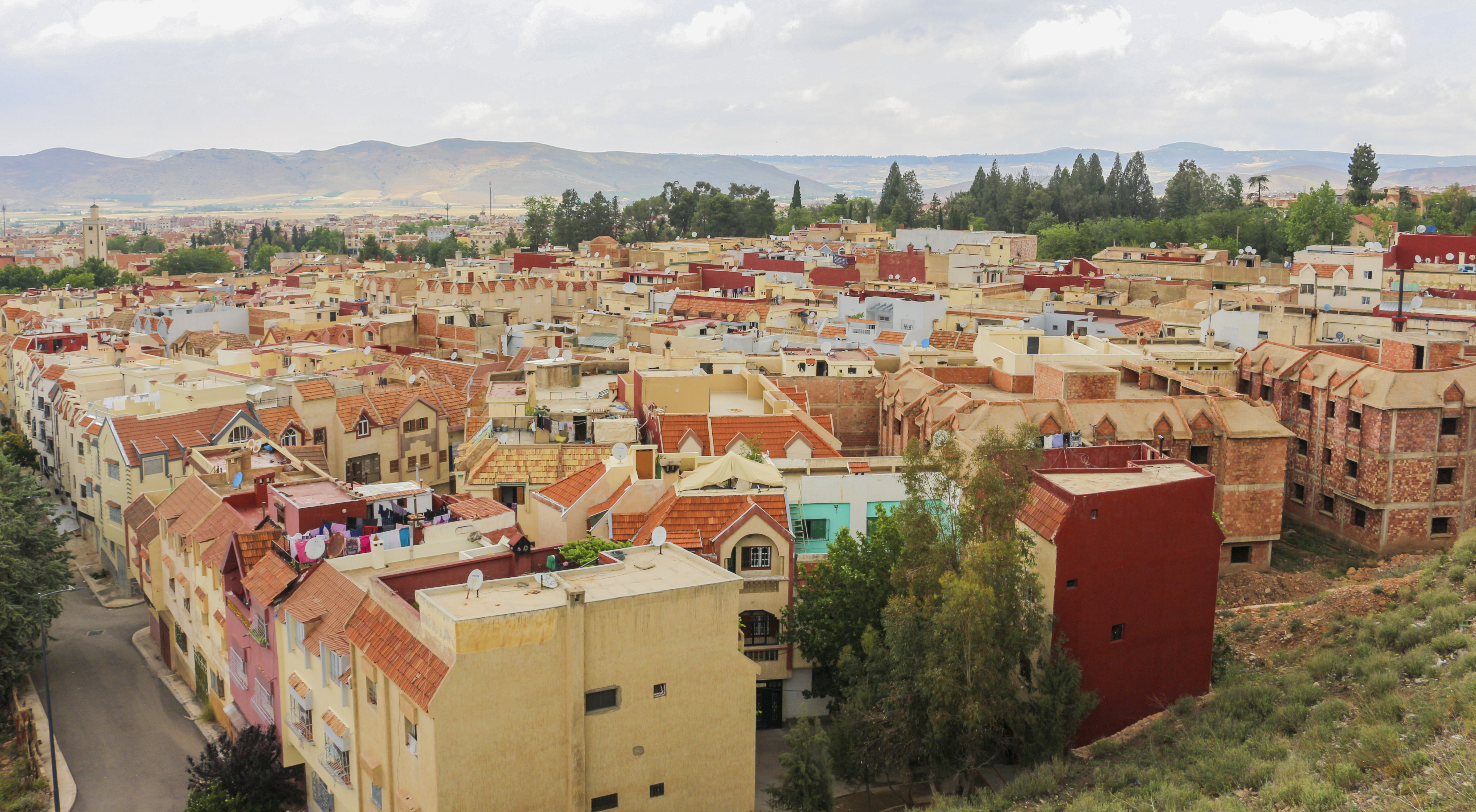
Quartier Asaada à Azrou
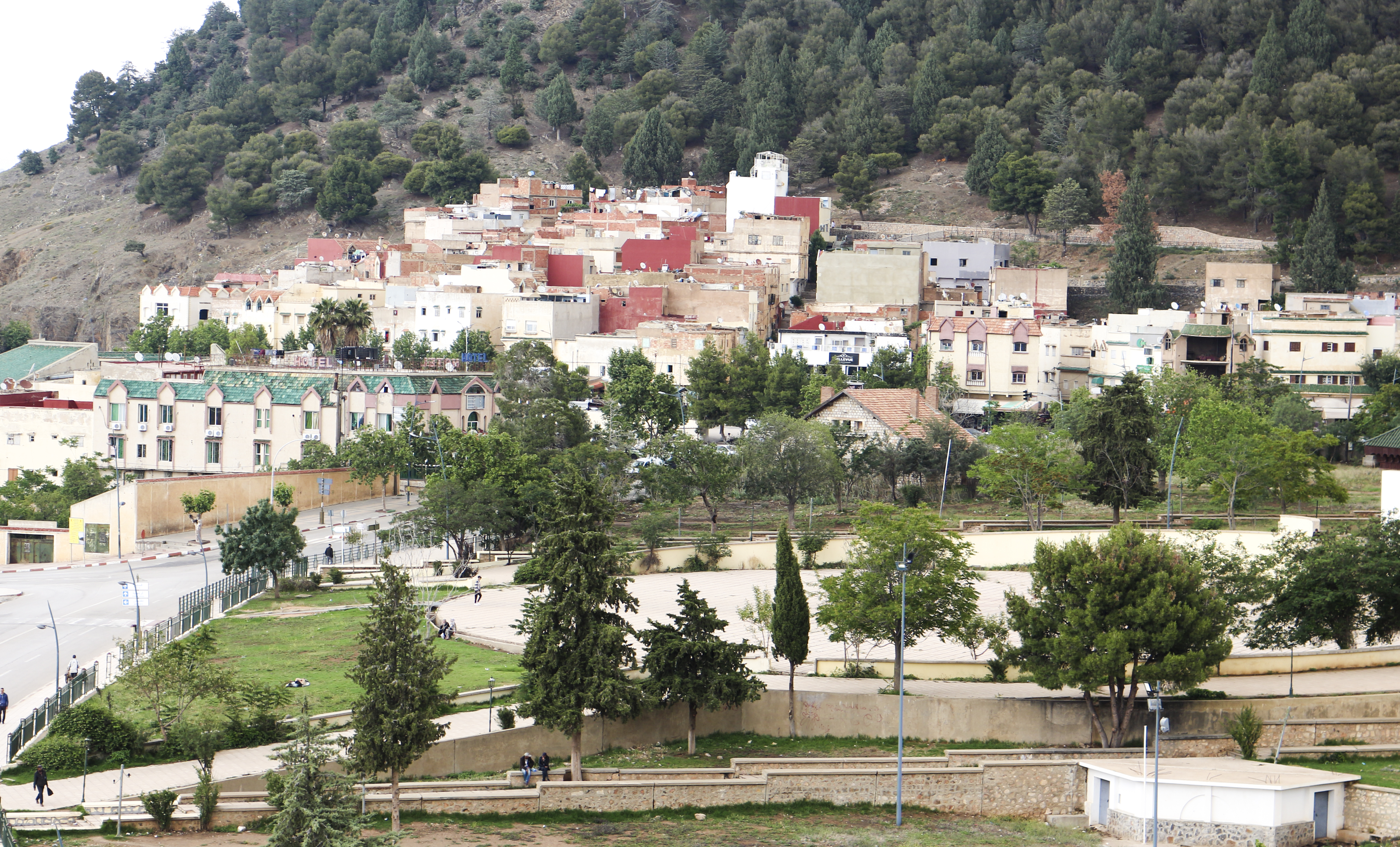
Quartier Bouyaghyale à Azrou
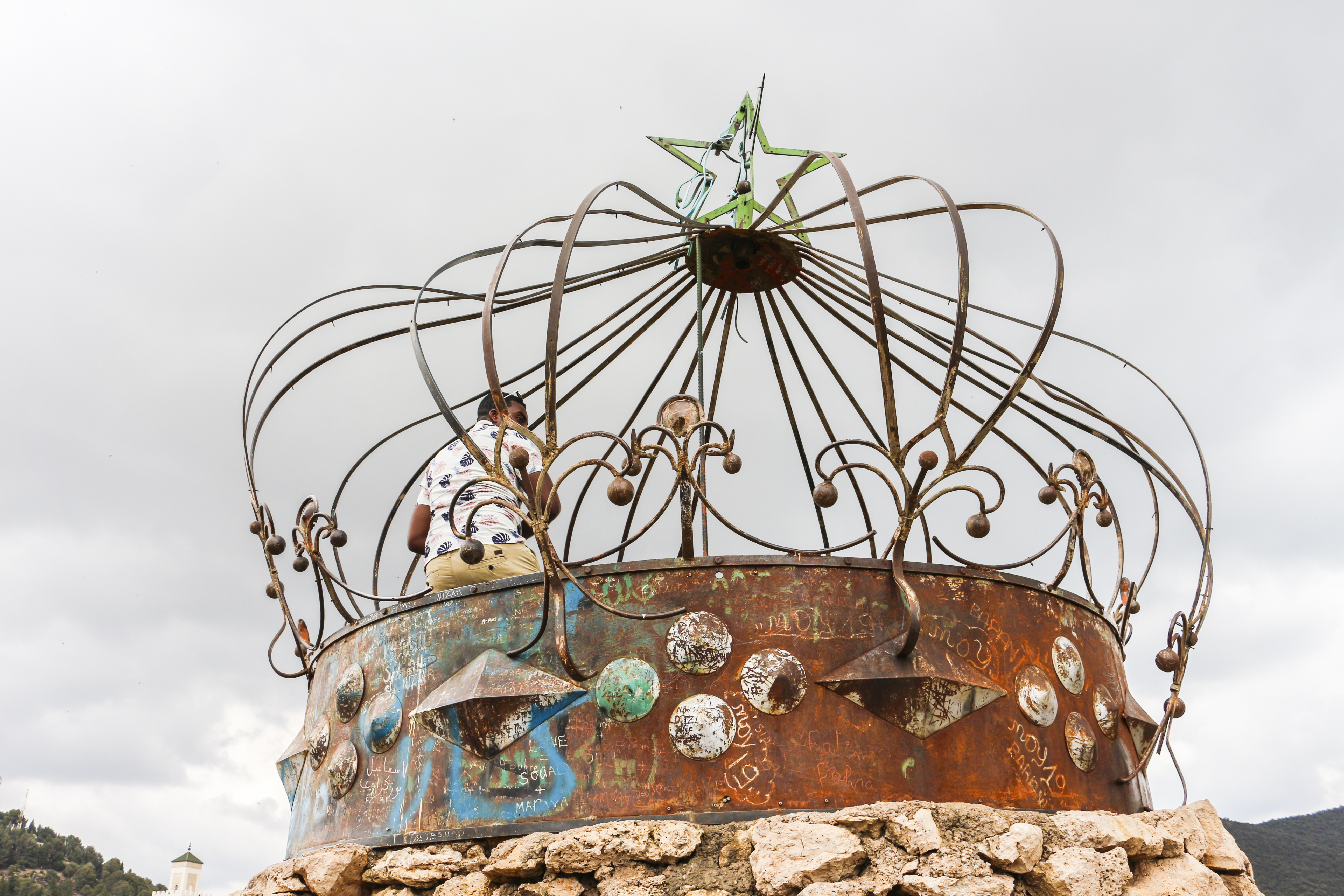
Étoile du trône sur le rocher d'Akshmir au milieu de la ville.

## Jumelage
La ville a signé un protocole de coopération avec Blois en juillet 2011
- Blois (France) depuis le 13 juillet 2011, protocole de coopération
- Melle (Deux Sèvres, France) depuis 1996, Échange culturel et coopératif entre le lycée Joseph Desfontaines à Melle et le lycée Tarik Ibn Ziad à Azrou.